# Kernel-based Virtual Machine
Kernel-based Virtual Machine (KVM) är en komplett virtualiseringslösning för Linux på x86-hårdvara som innehåller virtualiseringsextensioner (Intel VT eller AMD-V). Den består av en laddbar kärnmodul, KVM.ko, som tillhandahåller kärnvirtualiseringsinfrastruktur och en processorspecifik modul, KVM-intel.ko eller KVM-amd.ko. KVM kräver även en modifierad QEMU. Arbete pågår för att få med de ändringar som behövs "uppströms". 
Med KVM kan flera virtuella maskiner köra omodifierade Linux- eller Windows-avbildningar. Varje virtuell maskin har sin egen virtualiserade hårdvara: ett nätverkskort, hårddisk, grafikkort, etcetera. Kärnkomponenten för KVM är inkluderad i Linux från och med version 2.6.20.
KVM är öppen källkod-programvara.
KVM har också porterats till FreeBSD och Illumos som en laddbar kärnmodul.

## Verktyg

Kernel-based Virtual Machine stöds av libvirt.

- virsh – libvirt-baserade Kommandotolk
- Archipel – libvirt-baserade Web UI
- virt-manager – stöder skapa, redigering, start och stopp KVM-baserade virtuella maskiner, samt levande eller kallt drag-och-släpp migrering av virtuella maskiner mellan värdar.